# 안산중학교 (경기)
안산중학교(安山中學校)는 대한민국 경기도 안산시 상록구 장상동에 있는 사립 중학교이다.

## 학교 연혁
- 1949년 9월 2일 : 안산고등공민학교 설립인가
- 1966년 12월 26일 : 학교법인 안산학원 설립인가
- 1967년 2월 10일 : 안산중학교 설립인가(6학급)
- 1986년 7월 5일 : 체육관 준공(체육관 및 특별교실 1,650평)
- 1976년 12월 23일 : 학급 증설 인가(12학급)
- 1994년 12월 24일 : 학교법인 양암학원 분리인가
- 2022년 3월 2일 : 김기정 교장 취임
- 2024년 1월 4일 : 제55회 졸업생수 78명 (총 졸업생수 7,243명)

## 참고 자료
- 안산중학교 - 한국교육학술정보원 학교알리미